# دانشگاه قندوز
دانشگاه کندز دانشگاهی دولتی در ولایت کندز، افغانستان است. این دانشگاه دارای ۸ دانشکده و ۲۶ دیپارتمنت می باشد. دانشگاه کندز رتبه ۱۳۸۶۹ از ۱۴۱۳۱ را در سطح جهان، ۵۷۱۵ از ۵۸۳۰ در سطح آسیا و ۵۳ از ۸۷ را در سطح افغانستان دارد. رییس فعلی آن عبدالستار سیرت میباشد.

## پیشینه
دانشگاه قندوز در سال ۱۳۴۶ (خورشیدی) به صورت دارالمعلمین در ولایت قندوز، افغانستان آغاز به کار کرد.

## دانشکده‌ها
دانشکده علوم کامپیوتر
دانشکده شرعیات
دانشکده زراعت
دانشکده حقوق و علوم سیاسی
دانشکده اقتصاد
دانشکده تعلیم و تربیه (آموزش و پرورش)
دانشکده علوم حیوانی (وترنری)